# 米托庫德拉戈米爾內鄉

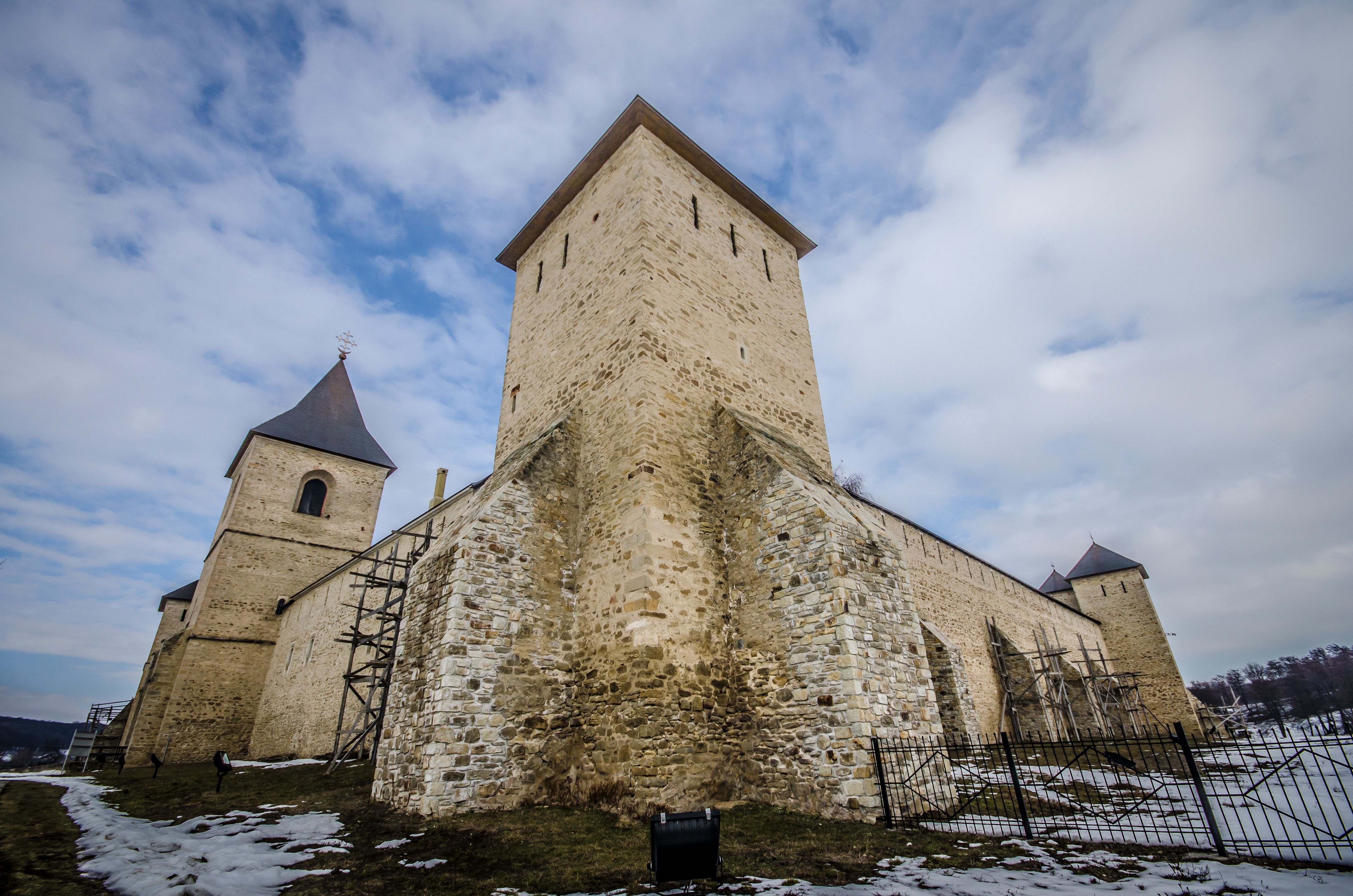

47°44′N 26°15′E / 47.733°N 26.250°E
米托庫德拉戈米爾內鄉（羅馬尼亞語：Comuna Mitocu Dragomirnei, Suceava），是羅馬尼亞的鄉份，位於該國東北部，由蘇恰瓦縣負責管轄，面積53平方公里，海拔高度381米，2007年人口4,452，人口密度每平方公里84人。